# Raúl Brancaccio
Raúl Brancaccio (ur. 4 maja 1997 w Torre del Greco) – włoski tenisista.

## Kariera tenisowa
W karierze zwyciężył w jednym singlowym i jednym deblowym turnieju cyklu ATP Challenger Tour. Ponadto wygrał sześć singlowych oraz trzynaście deblowych turniejów rangi ITF. 
W rankingu gry pojedynczej najwyżej był na 145. miejscu (16 stycznia 2023), a w klasyfikacji gry podwójnej na 252. pozycji (26 września 2022).
Jego siostra Nuria również jest tenisistką.

### Zwycięstwa w turniejach ATP Challenger Tour

#### Gra pojedyncza
| Końcowy wynik | Nr | Data          | Turniej       | Nawierzchnia | Przeciwnik       | Wynik finału |
| ------------- | -- | ------------- | ------------- | ------------ | ---------------- | ------------ |
| Zwycięzca     | 1. | 31 lipca 2022 | San Benedetto | Ceglana      | Andrea Vavassori | 6:1, 6:1     |

#### Gra podwójna
| Końcowy wynik | Nr | Data                | Turniej | Nawierzchnia | Partner        | Przeciwnicy                                    | Wynik finału |
| ------------- | -- | ------------------- | ------- | ------------ | -------------- | ---------------------------------------------- | ------------ |
| Zwycięzca     | 1. | 3 października 2021 | Murcja  | Ceglana      | Flavio Cobolli | Alberto Barroso Campos Roberto Carballés Baena | 6:3, 7:6(4)  |